# José Bullejos
José Bullejos Sánchez, né le 7 décembre 1899 à Romilla (province de Grenade, Andalousie) et mort le 25 mars 1974 à Mexico, est un homme politique espagnol de l’entre-deux-guerres.

## Biographie
Après avoir participé à la fondation du Parti communiste d'Espagne, José Bullejos en est le secrétaire général de 1925 à 1932. Il est à l’origine du journal du PCE, Mundo Obrero, et de la revue Bolchevismo.
En 1932, il est exclu du PCE et entre au PSOE, à l’activité duquel il participe pendant les années de la Seconde République, sans notoriété particulière. 
Après la guerre civile, il s’exile au Mexique, où il passe le reste de sa vie.

## Œuvres
- Europa entre dos guerras (Ed. Castilla, México 1944).
- España en la segunda República (Ed. Impresiones Modernas, México 1967).
- La Comintern en España: recuerdos de mi vida (Ed. Impresiones Modernas, México 1972).

## Sources
- (es) Cet article est partiellement ou en totalité issu de l’article de Wikipédia en espagnol intitulé « José Bullejos » (voir la liste des auteurs).